# Tempera

Sandro Botticelli: Vénusz születése (tempera, vászon, 1485 körül), Uffizi, Firenze

A tempera (latin temperare: ’keverni’) egy festészetben alkalmazott technika. Lényege a temperafesték használata, amelyben a színezőanyag egy olajos-vizes emulzióban van eloszlatva. A legegyszerűbb temperafesték egész tojást, vagy csak a sárgáját, vagy csak a fehérjét használja e célra. Festés közben a temperafesték vízzel hígítható, de a vízfestékekkel ellentétben száradás után már nem. A tempera az olajfestés elterjedése előtt a festészet legfontosabb eljárása volt, a középkor táblaképei, az ikonok ezzel a technikával készültek.
A tempera szó jelentheti a temperafestéket, a temperafestés technikáját, és az ilyen technikával készült képet egyaránt. A kereskedelemben ezen a néven hoznak forgalomba olyan tubusos festéket is, amelynek semmi köze a valódi temperafestékhez, hanem inkább egyfajta gouache.

## A festék
A temperafesték lényege a kötőanyagában van, ami egy emulzió, vízben elkevert olaj. Hogy e két összetevő ne különüljön el egymástól, azt az elegyben lévő emulgeáló anyag biztosítja, ami legtöbbször a tojássárgájában található lecitin, ritkábban a tejtermékekben lévő kazein, gumiarábikum vagy méhviaszból készült szappan. 
A temperafesték leggyakrabban tojással készül, ennek neve tojástempera. A tyúktojás kb. 12% fehérjét, 10% zsírt és 75% vizet tartalmaz. A tojás fehérjét és sárgáját összekeverve már egy egyszerű, természetes emulzió jön létre, ahol a tojássárgájában lévő lecitin stabilizálja a tojás természetes víztartalmában lebegő zsírcseppecskéket. Porfesték hozzákeverésével létrehozható a legkezdetlegesebb temperafesték, amilyet már a rómaiak is használtak. Ennél erősebb kötőképességű, tartósabb emulzió készíthető úgy, ha egy tojáshoz fele rész lenmagolajat, ugyanennyi masztixkencét és még két-három rész vizet adnak, majd az egészet jól összerázzák. A finomra tört porfestéket ezzel a kész emulzióval keverik össze, de csak annyival, amennyit az adott festékfajta igényel, magába vesz. A kellő konzisztencia víz hozzáadásával állítható be. A temperafesték nem tartható el túlzottan sokáig, a festők frissen készítik el. A tubusban kapható gyári készítmények beszáradását különböző anyagok hozzáadásával késleltetik.

## Technikája
Temperafestékkel szinte minden felületre lehet festeni, papírra, deszkára, vászonra, falra. A középkorban krétaalapozásra dolgoztak, de könnyed, világos színei fehér olajalapozáson is érvényesülnek. A festék felvitelére a hosszabb szőrű sörte- és hajecsetek a legalkalmasabbak, de a temperafestésnek vannak olyan technikái, amelyek a hígítatlan festék felrakására festőkést használnak.
A tempera gyorsan szárad, ezért a kép nem fejleszthető úgy, ahogy a nedvesben való festést megengedő olajfestménynél. Nehezebb vele finom színátmeneteket elérni, ezért inkább a keményebb, rajzosabb modor illik hozzá. A temperaszínek a száradás során kivilágosodnak, levegős, könnyed hatásúak lesznek, nem olyan mély fényűek, mint az olajfesték. Elsősorban a világos színharmóniák érvényesülnek. A temperafestmény színei nagyon tartósak, az olajfestékhez képest sokkal kevésbé hajlamosak a sárgulásra.
A temperát az olajtechnikával vegyítve is lehet alkalmazni. A temperával aláfestett képet lehet olajfestékkel folytatni, a régi mesterek gyakran éltek is ezzel a lehetőséggel. A temperaképet lehet lakkozni, ekkor szinte alig lehet megkülönböztetni a lakkozott olajképtől, de ez éppen legnagyobb varázsától, tiszta, könnyű színhatásától fosztja meg.